# Aberteifi
Aberteifi - en anglès Cardigan - és la capital tradicional del comtat de Ceredigion, a l'oest de Gal·les.
La ciutat, fundada el 1093 pel normand Roger II de Montgommery, és a la desembocadura del riu Teifi i una gran part dels seus habitants parlen gal·lès. Les atraccions de la ciutat inclouen les restes del castell d'Aberteifi, un centre artístic i un consistori del segle xix actualment en desús.
L'any 1176, el castell fou l'escenari del primer concurs d'Eisteddfod. Aberteifi també acollí l'Eisteddfod Nacional l'any 1942 i 1976. El castell pertanyé durant molts anys a mans privades i com a resultat, acabà en ruïnes. L'ajuntament de la ciutat mostrà un cert interès a recuperar-lo. El Consell de Ceredigion finalment el comprà l'any 2003.

## Port
Cap a principis del segle xix, unes 300 embarcacions de vel·la es registraren al port i s'hi construïren més de 200 vaixells. A causa de la sedimentació del riu, el port deixà de funcionar a principis del segle xx. Els plans per restablir-ne el seu funcionament durant els anys posteriors fracassaren.

## Ferrocarril
Aberteifi tenia una estació de tren, però el govern britànic la tancà el 1963, dins d'un grup de mesures per reduir la despesa en matèria ferroviària anomenat en anglès Beeching Axe.

## Santuari
Aberteifi també és la seu del primer Santuari Catòlic Romà de Gal·les. En temps de la pre-reforma, era conegut per l'estàtua de la Verge Maria, que duia una espelma amb una flama que mai s'apagava, tal com narra la història Arxivat 2008-12-30 a Wayback Machine..
Aberteifi està agermanada amb la ciutat occitana de Brioude.